# ソノシート

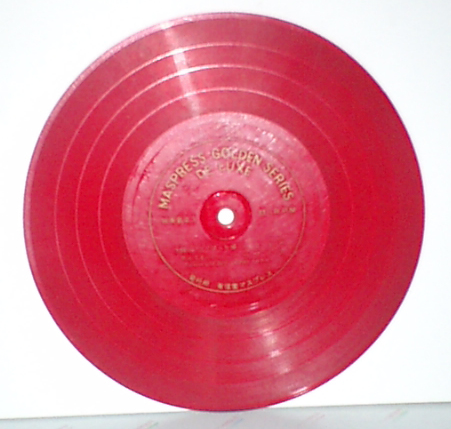
ソノシート

ソノシート（Sonosheet、英語: Flexi disc）は、塩化ビニールを主成分とするきわめて薄い録音盤である。

## 概要
通常のレコードと異なり、極めて薄く、容易に曲げることができる程度に柔らかいため、雑誌の付録や、印刷された台紙などに透明な盤を貼り付けたメッセージカード等に利用された。大きさはいわゆるEPサイズの17cm盤のものが多いが、8cm程度の小型盤も存在し、このタイプは専用のプレイヤーで聴くものが多い。色は赤または青が多い。
なお、「ソノシート」は後に朝日ソノプレス社(後の朝日ソノラマ)の商標となったため、「フォノシート」や「シートレコード」と言い換えられる場合がある。そのため、普及期には発売するメーカーによって商品名が異なっていたが、現在ではソノシートという呼び名が一般的になっている。
日本の労働者の月収が約13,000 - 15,000円程度だった1950年代後半 - 60年代前半当時、シングル盤が約300円、25 - 30cmのLP盤が約1,500 - 3,000円と高価だった一般的なビニール盤レコードの代用として普及した。当初は音質はビニール盤に劣り片面しかプレス出来なかったものの、EP並みの価格で長時間再生が可能、また大量生産出来る事から、LP盤に手を出せない客層を中心に数多く出回った。後に音質も改善され、ステレオ盤や両面盤も見受けられる様になる。

## 歴史
日本での初めてのソノシート付き雑誌は、1959年11月に発売された『歌う雑誌KODAMA』（コダマプレス刊）である。同年12月には、朝日ソノプレス社が、ニュース記事を含むさまざまなトピックにニュースの現場やオリジナルの録音テープ、音楽などをソノシートとして収録し、「音の出る雑誌」という触れ込みで『月刊朝日ソノラマ』という雑誌を発行。「ソノラマ」という言葉はラテン語で「音」を表すsonusとギリシャ語で「見もの」の意味のhoramaを合成した造語である。
しかし、総花的な内容から飽きられる様になり、売り上げが低迷したため方向転換を余儀無くされる。そしてソノシート付き雑誌の内容は、英会話や音楽のオムニバス企画が中心となった。
一方で1964年には、朝日ソノラマからマンガ・ソノシートが発売。マンガブックを見ながらソノシートに収録されたドラマを聴き主題歌を覚えるという雑誌の形態は、低価格な事から1960年代当時の子供に幅広く受け入れられた。
その後、他社からもテレビアニメ、特撮、漫画などを題材に、主題歌や物語のダイジェストまたは放送素材を収録した読み切り漫画・絵本ソノシート雑誌が数多く発売された。
ビートルズは1963年から1969年のクリスマスにファン・クラブ向けのソノシートを製作した。

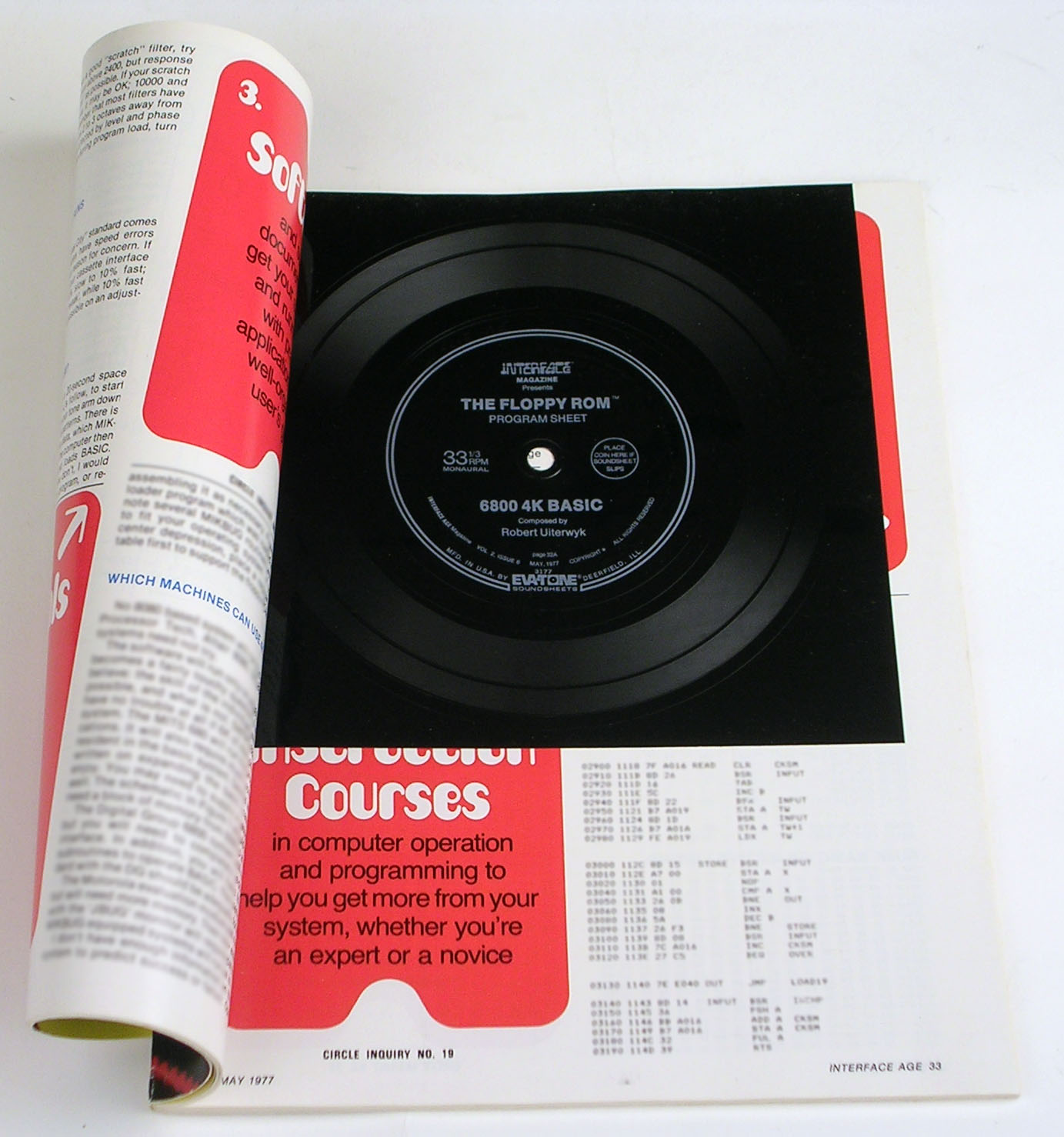
「Interface Age」誌の1977年5月号に挟み込まれていたFloppy-ROM ビニールレコード。SWTPC 6800などのためのプログラムがカンサスシティスタンダード方式で収録されていた

1970年代から1980年代にかけ、ソノシートは、学年誌の付録として、手回し式蓄音機に近い仕組みのペーパークラフトのレコードプレーヤーとともに配布されていた。ソノシートの印刷面付近に穴がありそこに付属の棒を差し込み手回しで再生させ針で溝を擦る時に発生する音で楽しむというものであったが実際には面倒なため付属のプレーヤーでなくとも普通のレコードプレーヤーでも大音量で再生できる。小学館の「小学一年生」が新一年生を祝うため長年ソノシート＆ペーパークラフトの付録を続けていたが、1991年にその歴史を終え、近年ではCDを付録させている。収録内容は、人気タレントやアニメのキャラクター達がなぞなぞやしりとりなどをして遊ぶ、という内容が多かった。○年の科学にプラスチック製のものが教材として付いたこともあった。アイドルのブロマイドに、アイドルの会話を収録したソノシートが添付された「ウイスパーカード」というものも1970年代には流通した。また明治は『マイレコード』と言うレコード型のチョコレートを製造販売していた。おまけとしてミニサイズのソノシートが封入されていた。通常のソノシートよりもかなり小さい為、自動でアームが動くオートプレイヤーでは上手く掛からない為、CMでは手動でアームを動かすマニュアルプレイヤーで掛ける様にテロップが出ていた。
1980年代にはソノシートはヘヴィメタルやテクノポップなど、サブカルチャー色の濃いジャンルを扱う音楽雑誌の付録として多用された。ヘヴィメタルでは『ロッキンf』、テクノポップでは『Techii』などがソノシート付録付きの音楽誌として著名であった。
一方、クラシック音楽のソノシートとして代表的なものは、1966～1967年に小学館が発行したムック叢書『世界の音楽』がある。これは、渡邉暁雄指揮・日本フィルハーモニー交響楽団、宮沢明子、辻久子といった一流邦人演奏家によるオリジナル録音という、大出版社ならではの贅沢な試みで、レコードやCDで復刻されなかったものが多いため現在も貴重な存在となっている。
また、パソコンの外部記憶装置にカセットテープレコーダを流用していた時代にプログラムなどを配布する手段として、カセットテープと同じ方式でデジタルデータを音響にして記録し、雑誌の付録に使用された。最初の例はアメリカのInterface ageという雑誌がTiny BASICを添付したもので、FLOPPY-ROMという商標が付いている。日本のパソコン雑誌では、PiOが継続的にソノシートを付録としてつけており名物となっていた。また、I/Oとアスキーでそれぞれソノシートが1回ずつ付録になったが、アスキーは前述のInterface age誌の付録の再録だった。当時としては安価に大量配布出来るメリットがあったが、欠点として媒体特有のノイズが多いためにロード時にエラーを起こす事が多かった。

## 終焉
レコード自体が衰退していく中、ソノシートの需要も急減し、2005年（平成17年）に東洋化成による日本国内での生産を終了した。この時点で国内でのソノシートの生産業者が消滅した。国産最後となったソノシート盤は、市販されたものではザ・スターリンの「電動こけし/肉」（2005年2月）、それ以外ではゲームソフト「Dear My Friend」の特典として添付されたもの（2005年4月）である。
その後は、Erika Records（米国、カリフォルニア州）、GZ Media（チェコ）など、海外のプレス工場に発注する形で、自主制作により、わすれろ草、トクマルシューゴなどがCDとあわせてソノシート盤でのリリースを行っている。

## ソノシートを発売していた会社
- 朝日ソノプレス社
- 勁文社
- 現代芸術社
- 日本コロムビア
- コダマプレス
- ビクターレコード